# Sant Vicenç de Valveralla
Sant Vicenç de Valveralla és una església de Ventalló (Alt Empordà) protegida com a bé cultural d'interès local. Està situada dins del nucli de Valveralla, al nord del municipi de Ventalló al qual pertany. El temple està situat al bell mig del nucli.

## Descripció
És un edifici d'una sola nau, amb capelles laterals entre grans contraforts i capçalera integrada a la nau, sense obertures. La nau està coberta amb volta de canó i llunetes, dividida en tres crugies per dos arcs torals de mig punt. Les capelles estan cobertes amb volta d'aresta i es comuniquen amb la nau mitjançant arcs de mig punt. Als peus del temple hi ha el cor. La façana principal presenta una porta d'accés elevada respecte al nivell del carrer. És d'obertura rectangular i està decorada amb elements d'inspiració clàssica: pilastres, entaulament i frontó trencat, coronat per una fornícula buida emmarcada per dos pinacles acabats amb una esfera. La façana es completa amb un rosetó adovellat i una cornisa ondulada a la part superior. A la dreta s'eleva el campanar, de planta quadrada i amb coberta piramidal. Presenta dues grans obertures d'arc de mig punt, una damunt de l'altra. L'interior del temple presenta, a l'altar major, un gran retaule de guix d'estil neoclàssic i d'altres interessants talles de verges i sants barroques als altars laterals.
La construcció és bastida amb pedra desbastada lligada amb abundant morter de calç, amb carreus a les cantonades. La façana principal conserva restes de l'esgrafiat original decorat i, a la part superior, un rellotge de sol.

## Història
La construcció de l'actual església de Sant Vicenç se situa en el segle xviii, fet confirmat per les dates que figuren a diverses parts de l'edifici (frontó façana: 1754; sagristies: 1748 i 1749). Substituí l'antiga església del mateix nom que s'elevava a poca distància i de la qual no en queda cap vestigi. J.Badia apunta la hipòtesi que els carreus de l'antiga construcció poguessin haver estat aprofitats per bastir la capçalera del temple actual, ja que la resta de l'edifici és de paredat (fet que indicaria, en qualsevol cas, que els carreus procedeixen d'un edifici més antic).
Durant la Guerra Civil Espanyola, como molts altres temples, va ser cremat, encara que no afectà l'estructura de l'edifici, sinó més aviat les imatges de l'interior.
Actualment l'església es troba, en general, en bon estat de conservació, especialment l'interior, que ha estat restaurat recentment.